# Ampelophaga dolichoides
Ampelophaga dolichoides är en fjärilsart som beskrevs av Felder 1874. Ampelophaga dolichoides ingår i släktet Ampelophaga och familjen svärmare. Inga underarter finns listade i Catalogue of Life.

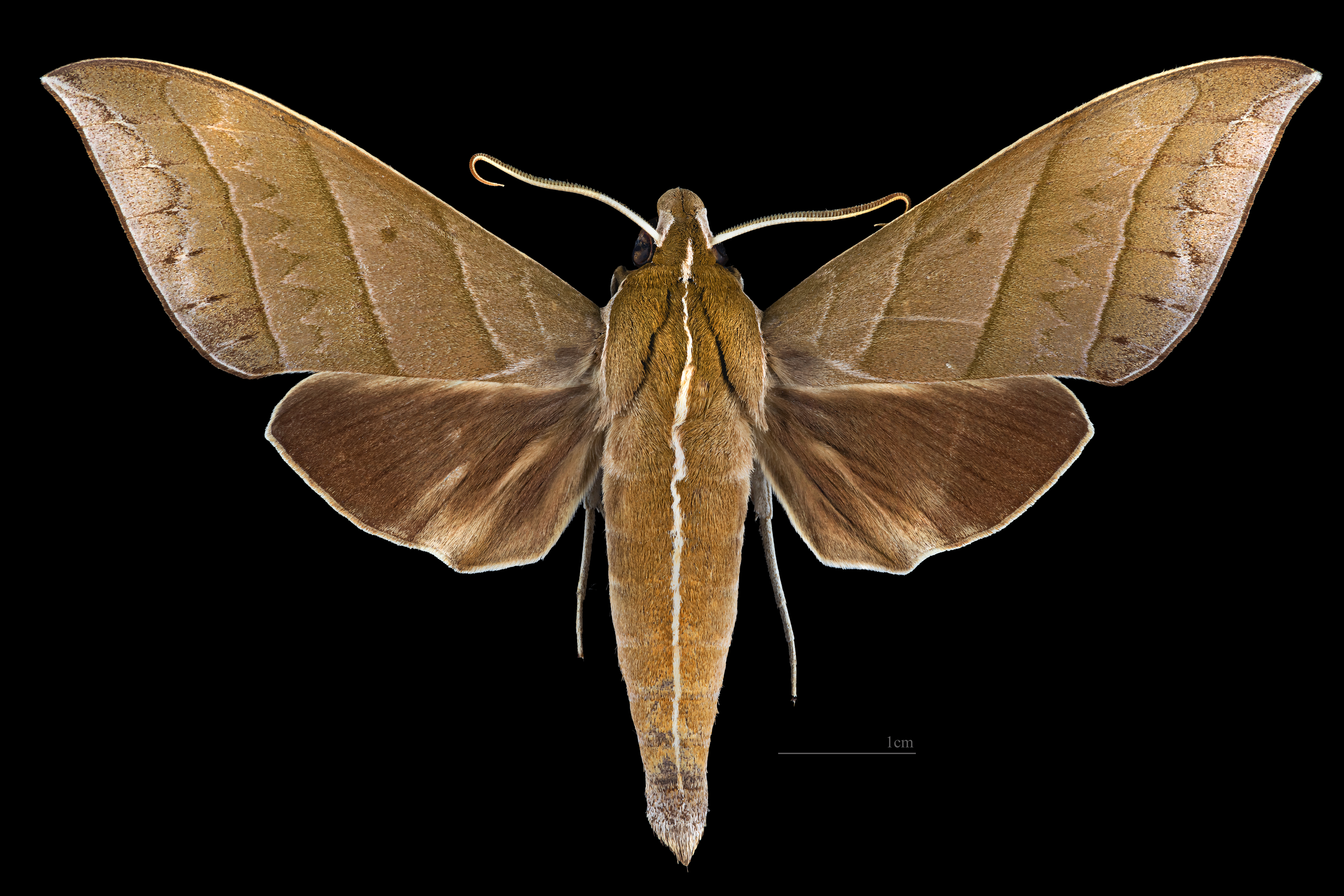
Ampelophaga dolichoides ♂
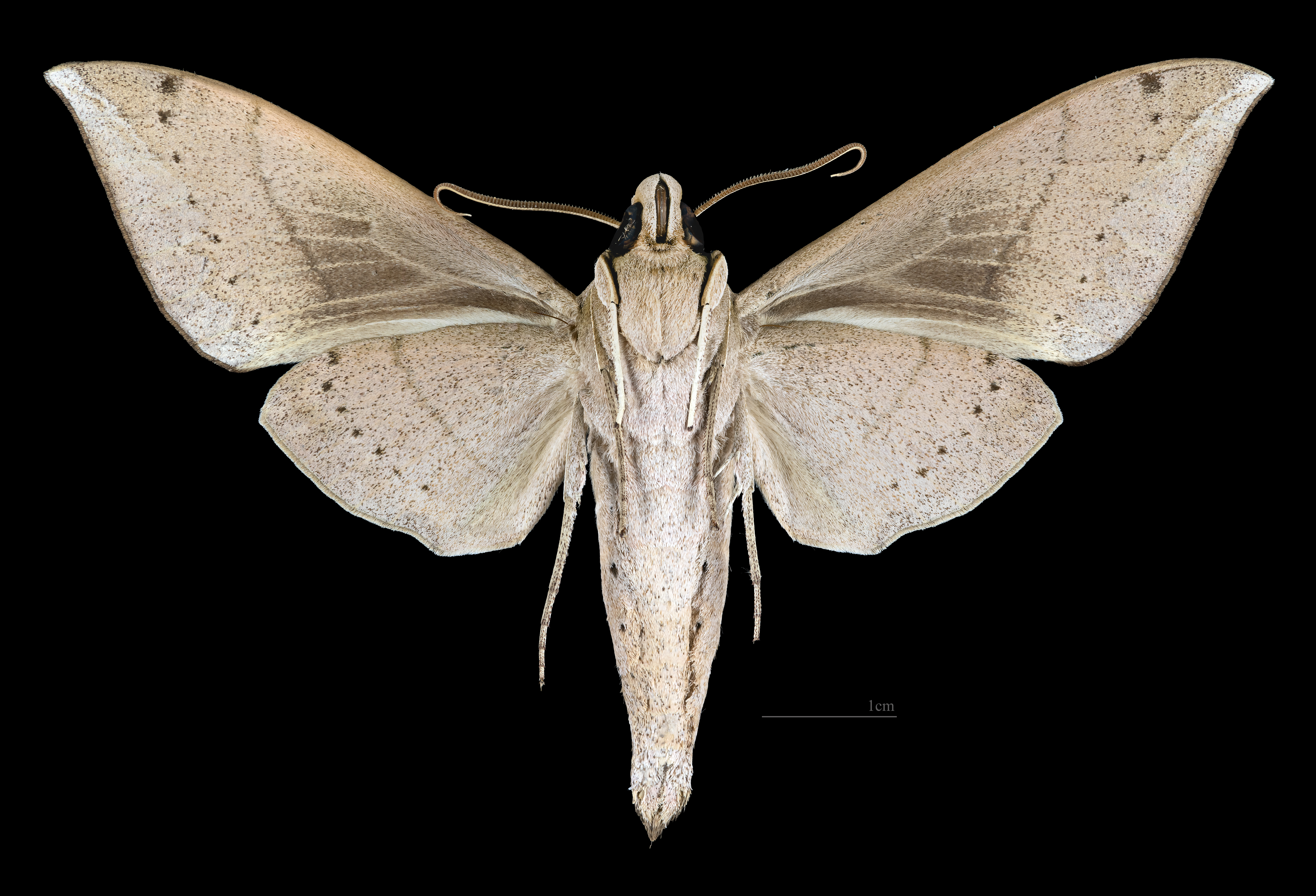
Ampelophaga dolichoides ♂   △
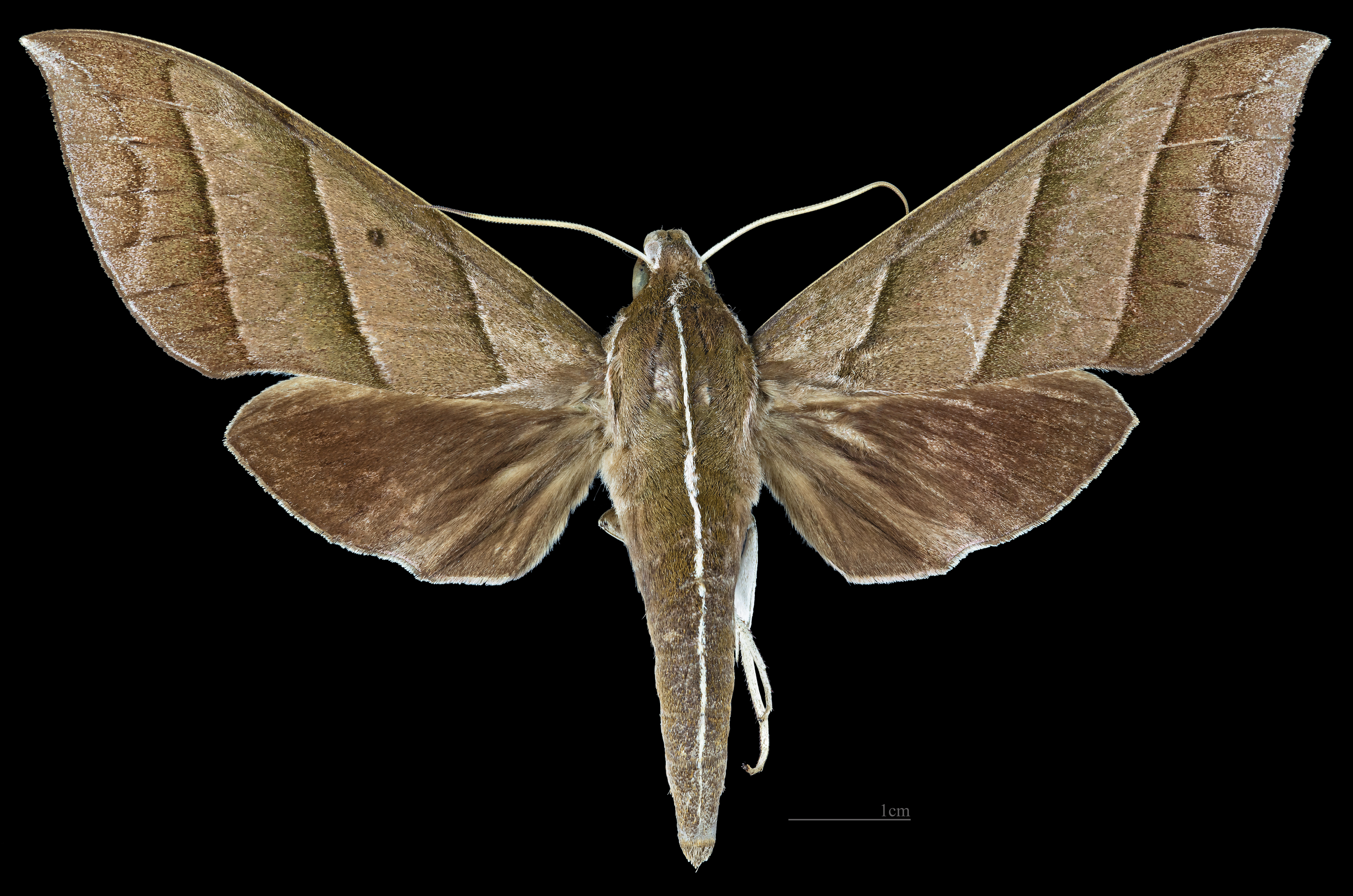
Ampelophaga dolichoides  ♀
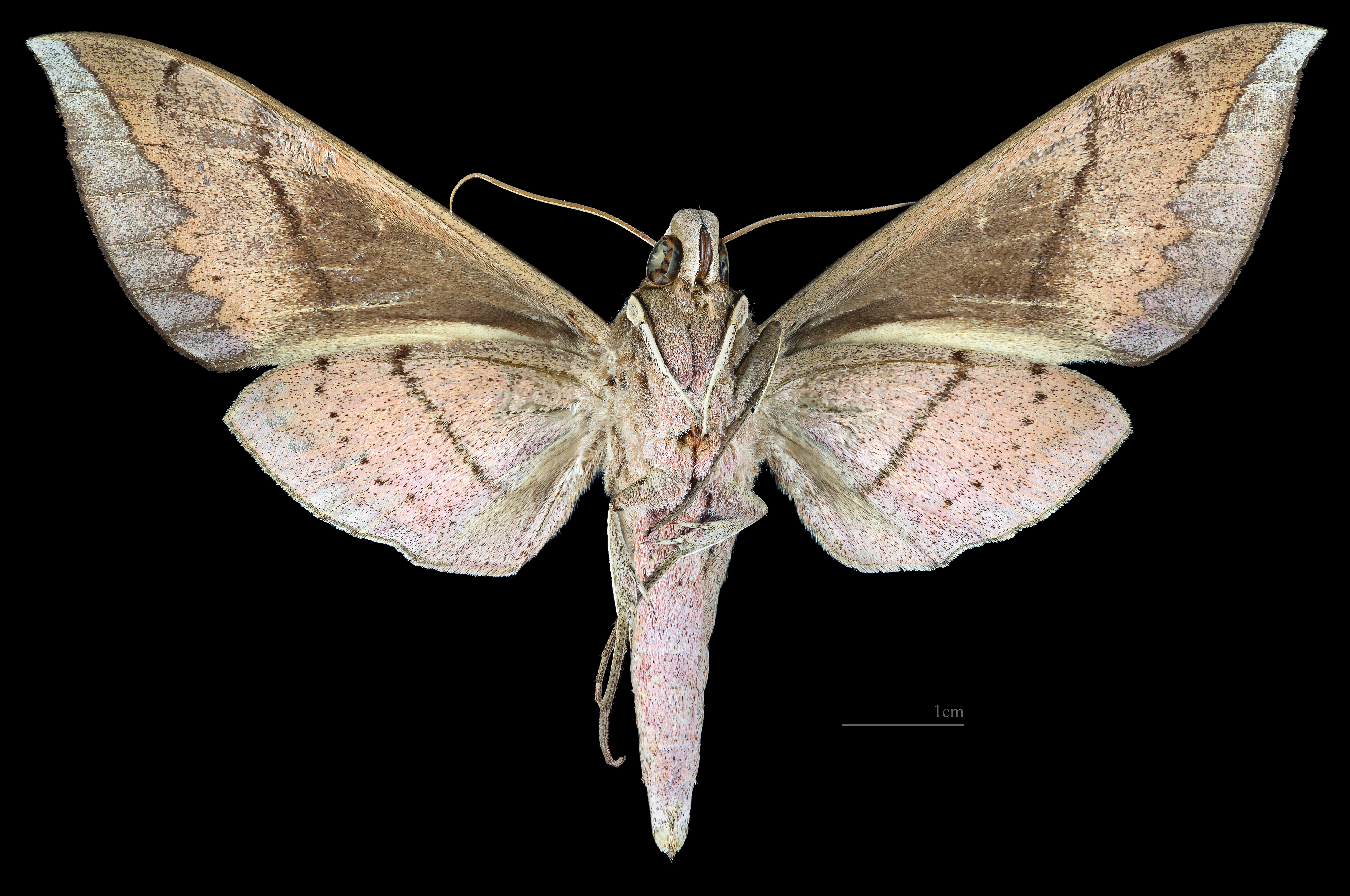
Ampelophaga dolichoides  ♀ △